# Xã Cecil, Quận Bottineau, Bắc Dakota
Xã Cecil (tiếng Anh: Cecil Township) là một xã thuộc quận Bottineau, tiểu bang Bắc Dakota, Hoa Kỳ. Năm 2010, dân số của xã này là 16 người.